# Nino Batsiachvili
Nino Batsiachvili, ou Batsiashvili (en géorgien : ნინო ბაციაშვილი) est une joueuse d'échecs géorgienne née le 1er janvier 1987 à Batoumi qui a les titres de grand maître international (mixte) et de grand maître international féminin. 
Au 1er août 2018, Nino Batsiachvili est la 16e joueuse mondiale, la numéro 2 géorgienne avec un classement Elo de 2 492 points.

## Biographie et carrière
Nino Batsiachvili remporte à quatre reprises le championnat féminin de Géorgie en 2015, 2018, 2020 et 2022.
En 2015, elle s'adjuge également la médaille d'argent au championnat d'Europe individuel, la médaille d'or par équipe au championnat du monde par équipe ainsi que la médaille de bronze individuelle au quatrième échiquier. Au 1er novembre 2015, Nino Batsiachvili est la 16e joueuse mondiale et la numéro 3 géorgienne avec un classement Elo de 2 509. 
En 2016, elle termine à la 2e place de la dernière manche du Grands Prix féminin de la FIDE à Khanty-Mansiïsk, en Russie.
Lors du championnat du monde féminin de 2017, elle fut éliminée au deuxième tour par Nona Gaprindashvili.
| Année | Lieu            | Résultat                           | Ultime adversaire   | Adversaires battues     |
| ----- | --------------- | ---------------------------------- | ------------------- | ----------------------- |
| 2017  | Téhéran         | deuxième tour (seizième de finale) | Nona Gaprindashvili | Sopio Gvetadzé          |
| 2018  | Khanty-Mansiïsk | deuxième tour                      | Zhai Mo             | Ketevan Arakhamia-Grant |

En 2018, Batsiachvili reçoit le titre de grand maître international mixte.
En 2021 et 2023, elle se qualifie pour le huitième de finale de la coupe du monde féminine d'échecs.
| Année | Lieu    | Résultat           | Ultime adversaire       | Adversaires battues                   |  |
| ----- | ------- | ------------------ | ----------------------- | ------------------------------------- |  |
| 2021  | Sotchi  | huitième de finale | Valentina Gounina       | Stavroúla Tsolakídou Jolanta Zawadzka |  |
| 2023  | Bakou   | huitième de finale | Aleksandra Goriatchkina | Gulnar Mammadova, Zhao Xue            |  |
| 2025  | Batoumi | deuxième tour      | Elnaz Kaliakhmet        |                                       |  |

Lors de l'Olympiade d'échecs de 2022 féminine à Chennai en Inde, elle marque 7,5 points sur 10 (6 victoires, une défaite et trois nulles), réalise une performance Elo de 2 504 points et reçoit la médaille d'or individuelle au deuxième échiquier et la médaille d'argent avec l'équipe féminine de Géorgie.